# DDR-Meisterschaften im Feldfaustball 1966
Die DDR-Meisterschaften im Feldfaustball 1966 waren die 17. Austragung der Meisterschaften im Faustball auf dem Feld in der DDR.
Die beiden Finalturniere der jeweils vier Oberliga-Erstplatzierten der Frauen und Männer fanden am 10. und 11. September 1966 in Hirschfelde statt.
Der Modus sah vor, dass in der Finalrunde die ersten vier Mannschaften der Hauptrunde zunächst ein Halbfinale Erster gegen den Vierten und Zweiter gegen den Dritten spielten und danach die Sieger im Finale und die Verlierer im Spiel um Platz 3 gegeneinander antraten.

## Frauen
Die Frauen-Oberliga wurde in zwei Staffeln ausgetragen, die an den Spieltagen 1 und 3 untereinander und an den Spieltagen 2 und 4 gegen die Mannschaften der anderen Staffel spielten. In Staffel I spielten Energie Görlitz, ISG Hirschfelde, Lok Schleife und SG Leipzig-Eutritzsch. In Staffel II traten Lok Schwerin, Einheit Rostock, Motor Rathenow und Turbine Halle an.
Die Spiele wurden zu folgenden Tagen terminiert:
- 1. Spieltag: 5. Juni 1966: Staffel I in Görlitz, am 4. Juni 1966 Staffel II in Schwerin[3]
- 2. Spieltag: 26. Juni 1966: beide Staffeln in Leipzig
- 3. Spieltag: 31. Juli 1966: Staffel I in Dresden, Staffel II in Rathenow
- 4. Spieltag: 21. August 1966: beide Staffeln in Berlin

Der vierte Spieltag fand aber am 19. September 1966 in Görlitz statt.
Abschlusstabelle der Hauptrunde
| Platz | Mannschaft                | Punkte | Bälle-Diff. |
| 1.    | Spielgemeinschaft Görlitz |        |             |
| 2.    | ISG Hirschfelde           |        |             |
| 3.    | Lokomotive Schwerin (M)   |        |             |
| 4.    | Einheit Rostock           |        |             |
| …     | Lokomotive Schleife       |        |             |
| …     | Motor Rathenow            |        |             |
| …     | SG Leipzig-Eutritzsch     |        |             |
| …     | Turbine Halle (N) (1)     |        |             |

Auf-/Abstieg: Neuling Turbine Halle und SG Leipzig-Eutritzsch stiegen in die Liga ab. Zu den Spielen der Aufstiegsrunde am 3. und 4. September 1966 in Magdeburg waren acht Mannschaften teilnahmeberechtigt. Es waren dies die Sieger der Liga-Staffeln I und IV und die beiden Besten der Staffeln II, III und V. Nach der Absage von Einheit Berliner Bär konnte sich unter den Mannschaften, die eine Einfachrunde spielten, Lok Dresden ungeschlagen an die erste Stelle setzen. Auch die SG Heidenau als Zweitplatzierte erreichte den Aufstieg.
Platzierungen der Aufstiegsrunde
| Platz | Mannschaft            | Staffel     | Punkte   |
| 1.    | Lok Dresden           | Staffel II  | 12:0     |
| 2.    | SG Heidenau           | Staffel II  | 10:2     |
| 3.    | Chemie Weißwasser     | Staffel III | 7:5      |
| 4.    | Fortschritt Groitzsch | Staffel V   | 7:5      |
| 5.    | Fortschritt Eppendorf | Staffel IV  | 4:8      |
| 6.    | Aktivist Staßfurt     | Staffel I   | 2:10     |
| 7.    | Motor Mockau          | Staffel V   | 0:12     |
| 8.    | Einheit Berliner Bär  | Staffel III | abgesagt |

Finalspiele
Halbfinale:
- Spielgemeinschaft Görlitz – Einheit Rostock 39:24
- ISG Hirschfelde – Lokomotive Schwerin 29:24

Spiel um Platz 3:
- Einheit Rostock – Lokomotive Schwerin 36:29

Finale:
- Spielgemeinschaft Görlitz – ISG Hirschfelde 34:29

Abschlussstand:
| Platz | Mannschaft                |
| 1.    | Spielgemeinschaft Görlitz |
| 2.    | ISG Hirschfelde           |
| 3.    | Einheit Rostock           |
| 4.    | Lokomotive Schwerin (M)   |

Kader der Endrundenteilnehmer:
|    | Spielgemeinschaft Görlitz: Ursula Rößler, Gisela Götze, Regina Suckert, Ursula Richter, Helga Kretschmer |
|    | ISG Hirschfelde: Ursula Petzold, Ute Pfitzner, Elfriede Aust, Ursula Aust, Gabriele Buttig               |
|    | Einheit Rostock: Hille Wullekopf, Ilse Hackert, Karin Eikholdt, Christa Hennings, Hannelore Malchow      |
| 4. | Lokomotive Schwerin: Renate Hinrich, Ilona Grundherr, Gerda Köpcke, Renate Stammann, Edith Geßner        |

## Männer
Die Mannschaften der Oberliga spielten in zwei Staffeln, wobei die ISG Hirschfelde, Fortschritt Zittau, Motor Dresden-Ost, Energie Görlitz und Fortschritt Eppendorf in Staffel I und Chemie Zeitz, Lok Wittstock, Motor West Erfurt, die SG Leipzig-Eutritzsch und Einheit Halle in Staffel II spielten. Die Staffeln spielten an zwei Spieltagen nur untereinander und an zwei anderen Spieltagen gegen die Mannschaften der jeweils anderen Staffel.
Die Spiele wurden an folgenden Tagen ausgetragen:
- 1. Spieltag: 5. Juni 1966: Staffel I in Zittau, Staffel II in Wittstock
- 2. Spieltag: 18. und 19. Juni 1966: beide Staffeln in Zeitz
- 3. Spieltag: 31. Juli 1966: Staffel I in Dresden, Staffel II in Leipzig
- 4. Spieltag: 20. und 21. August 1966: beide Staffeln in Eppendorf

Abschlusstabelle der Hauptrunde:
| Platz | Mannschaft                | Punkte |
| 1.    | Chemie Zeitz (M)          | 34:2   |
| 2.    | ISG Hirschfelde           | 27:9   |
| 3.    | Fortschritt Zittau        | 25:11  |
| 4.    | Einheit Halle             | 20:16  |
| 5.    | SpG Görlitz               | 18:18  |
| 6.    | Lok Wittstock             | 16:20  |
| 7.    | SG Leipzig-Eutritzsch     | 12:24  |
| 8.    | Motor-West Erfurt         | 12:24  |
| 9.    | Motor Dresden-Ost         | 9:27   |
| 10.   | Fortschritt Eppendorf (N) | 7:29   |

Auf-/Abstieg: Die beiden letzten Mannschaften stiegen in die DDR-Liga ab. Die zwei besten Mannschaften jeder der vier Liga-Staffeln nahmen an den Aufstiegsspielen zur Oberliga am 17. und 18. September in Halle teil. Empor Rudolstadt und Wissenschaft Halle stiegen in die Oberliga auf.
Platzierung der Aufstiegsrunde
| Platz | Mannschaft              | Liga-Staffel   | Punkte | Bälle Diff. |
| 1.    | Empor Rudolstadt        | 1. Staffel III | 10:4   | +77         |
| 2.    | Wissenschaft Halle      | 2. Staffel II  | 10:4   | +48         |
| 3.    | Chemie Weißwasser-Mitte | 1. Staffel IV  | 10:4   | +15         |
| 4.    | Lokomotive Güstrow II   | 1. Staffel I   | 8:6    |             |
| 5.    | Motor Schleusingen      | 2. Staffel III | 6:8    | +26         |
| 6.    | Lokomotive Schwerin     | 2. Staffel I   | 6:8    | −38         |
| 7.    | Aktivist Freienhufen    | 2. Staffel IV  | 4:10   |             |
| 8.    | Aktivist Böhlen         | 1. Staffel II  | 2:12   |             |

Finalspiele

Halbfinale:
- ISG Hirschfelde – Fortschritt Zittau (22:22)
- Chemie Zeitz – Einheit Halle 66:23

Spiel um Platz 3:
- Fortschritt Zittau – Einheit Halle 45:41 (16:25)

Finale:
- ISG Hirschfelde – Chemie Zeitz 33:45 (16:23)

Abschlussstand:
| Platz | Mannschaft         |
| 1.    | Chemie Zeitz       |
| 2.    | ISG Hirschfelde    |
| 3.    | Fortschritt Zittau |
| 4.    | Einheit Halle      |

Kader der Endrundenteilnehmer:
|    | Chemie Zeitz: Wolfgang Ehrlich, Eberhard Gasse, Gunter Knauer, Gerhard Beer, Rudolf Beck                         |
|    | ISG Hirschfelde: Wolfgang Lamprecht, Herbert Steudte, Herbert Seidel, Manfred Aust, Roland Posselt               |
|    | Fortschritt Zittau: Dieter Lehmann, Claus Pfitzner, Werner Rücker, Christian Spantig, Manfred Brußig             |
| 4. | Einheit Halle: Manfred Worscheck, Ernst-Jürgen Bode, Andreas Bode, Burkhard Keil, Dieter Eckert, Werner Knobloch |